# Microchrysa arabica
Microchrysa arabica är en tvåvingeart som beskrevs av Hauser 2008. Microchrysa arabica ingår i släktet Microchrysa och familjen vapenflugor. Inga underarter finns listade i Catalogue of Life.